# Maia Weintraub
Maia Mei Weintraub (* 24. Oktober 2002 in Philadelphia, Pennsylvania) ist eine US-amerikanische Florettfechterin.

## Erfolge
Maia Weintraub begann im Alter von neun Jahren mit dem Fechten und gab im September 2016 in Amsterdam ihr Debüt bei den Erwachsenen. Ihre erste Medaille bei den Erwachsenen sicherte sie sich bei den Panamerikameisterschaften 2022 in Asunción mit Silber in der Mannschaftskonkurrenz. Auch bei den Weltmeisterschaften in Kairo einen Monat später wurde sie Zweite. Diesen Erfolg wiederholte sie bei den Panamerikameisterschaften 2023 in Lima, als sie außerdem Silber im Einzel gewann. Dabei bezwang sie im Halbfinale der Einzelkonkurrenz zunächst ihre Landsfrau Lauren Scruggs mit 15:14, ehe sie im Finale gegen Lee Kiefer, eine weitere Mannschaftskollegin Weintraubs, mit 8:15 unterlag. Mit der US-amerikanischen Équipe musste sie sich im Finale Kanada mit 43:45 geschlagen geben. Ein Jahr darauf schied sie bei den Panamerikameisterschaften, die erneut in Lima stattfanden, im Einzel diesmal im Viertelfinale aus. Mit 8:9 verlor sie gegen die Kanadierin Eleanor Harvey. In der Mannschaftskonkurrenz setzten sich die US-Amerikanerinnen diesmal hingegen durch und bezwangen im Finale Kanada deutlich mit 45:21. Die Mannschaft bestand dabei aus Weintraub, Jacqueline Dubrovich, Lee Kiefer und Lauren Scruggs.
Bei den Olympischen Spielen 2024 in Paris wurde Maia Weintraub nicht für die Einzelkonkurrenz nominiert und startete lediglich im Mannschaftswettbewerb. Dort erreichte sie gemeinsam mit Jacqueline Dubrovich, Lee Kiefer und Lauren Scruggs nach einem 45:37-Erfolg gegen China zunächst das Halbfinale, das mit 45:31 gegen Kanada klar gewonnen wurde. Im Duell um die Goldmedaille trafen die US-Amerikanerinnen auf die Équipe Italiens, die mit 45:39 ebenfalls besiegt wurde, womit Weintraub mit ihren Mannschaftskolleginnen Olympiasiegerin wurde.
Weintraub absolviert ein Studium der Ökologie und Evolutionsbiologie an der Princeton University, für die sie auch im College-Sport aktiv ist.